# Жуль Звунка
Жуль Звунка (фр. Jules Zvunka, нар. 17 серпня 1941, Ле-Бан-Сен-Мартен) — французький футболіст, що грав на позиції правого захисника. По завершенні ігрової кар'єри — футбольний тренер.
Виступав за клуби «Мец» та «Марсель», з останнім з яких була пов'язана й основна частина тренерської кар'єри.
Дворазовий чемпіон Франції. Триразовий володар Кубка Франції (одного разу як тренер). Володар Суперкубка Франції.

## Ігрова кар'єра
У дорослому футболі дебютував 1960 року виступами за команду клубу «Мец», в якій провів шість сезонів, взявши участь у 173 матчах чемпіонату. Більшість часу, проведеного у складі «Меца», був основним гравцем захисту команди, а також її капітаном.
1966 року перейшов до клубу «Марсель», за який відіграв 7 сезонів. Від початку виступів за «Марсель» став ключовою фігурою захисту команди. За цей час двічі виборював титул чемпіона Франції, ставав володарем Кубка Франції (також двічі), володарем Суперкубка Франції. 1970 року, після переходу Жана Джоркаєффа до «Парі Сен-Жермен» був капітаном й марсельської команди. Завершив професійну кар'єру футболіста виступами за команду «Олімпік» (Марсель) у 1973 році.

## Кар'єра тренера
Відразу після завершення виступів на футбольному полі розпочав тренерську кар'єру, очоливши тренерський штаб другої команди «Марселя». А вже за рік, у 1974, після відходу Фернандо Рієри уперше став головним тренером основної команди «Марселя». Того разу пропрацював до 1976 року. Згодом повертався на тренерський місток марсельського «Олімпіка» ще двічі — у 1977 та протягом 1978–1980	 років. Утім єдиний трофей з «Марселем» Звунка як тренер завоював ще у свою першу каденцію, здобувши 1976 року Кубок Франції.
Останнім місцем тренерської роботи був клуб «Екс», головним тренером якого Жуль Звунка був з 1982 по 1984 рік.

## Титули і досягнення

### Як гравця
- Чемпіон Франції (2):

«Марсель»:  1970-1971, 1971-1972
- Володар Кубка Франції (2):

«Марсель»:  1968-1969, 1971-1972
- Володар Суперкубка Франції (1):

«Марсель»:  1971

### Як тренера
- Володар Кубка Франції (1):

«Марсель»:  1975-1976